# Microjassa cumbrensis
Microjassa cumbrensis is een vlokreeftensoort uit de familie van de Ischyroceridae. De wetenschappelijke naam van de soort is voor het eerst geldig gepubliceerd in 1891 door Stebbing & Robertson.